# Abbé Desforges

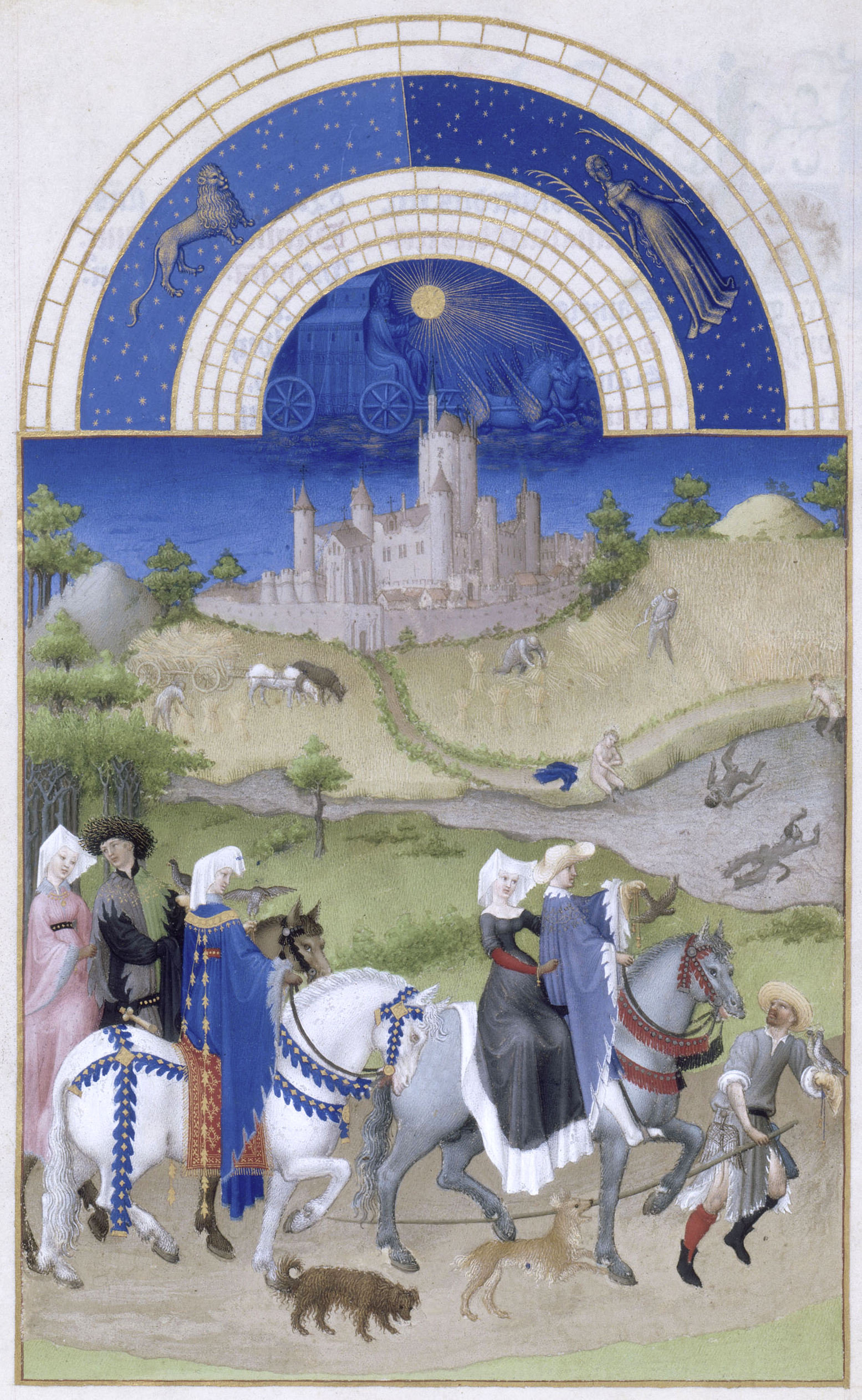
Ao fundo dessa ilustração, pode-se ver a torre de onde Abbé Desforges saltou com sua "máquina",
em 1772.

Abbé Pierre Desforges (✰ ~1723;  ✝ ~1791) foi um cônego da colegiada da Igreja de Santa Cruz de Étampes. 
Ficou conhecido por ter ficado preso na Bastilha em 1758 depois de publicar um livro apoiando o casamento de padres e ter tentado voar numa máquina em 1772.

## A máquina voadora
Em 7 de agosto de 1759, ele escreveu uma carta para o diretor da Bastilha da qual ele tinha acabado de ser libertado, na qual ele menciona seus planos de construir uma máquina voadora: 
"No momento estou me ocupando de um projeto de construir uma máquina que vai ser muito útil para o povo. Eu fiz um pequeno teste que foi muito bem sucedido para mim. Em breve eu vou apresentá-lo à corte, para expressar minha gratidão".
A história da sua primeira tentativa de voo é recontada no livro Correspondance littéraire, philosophique et critique, escrito por De Friedrich Melchior Grimm publicado em julho de 1772. Na página 232, sob o título Chanoine d’Etampes volant à tire-d’aile se lê:
"Sobre a lenda dourada de 1772, não se pode esquecer os esforços de Abbé Desforges, cônego de Étampes com sua "carruagem voadora". Se a linda promessa de voar pelos ares a 50 km/h, não foi suficiente para chamar a atenção em Paris... Mas seu primeiro teste foi heroico: com a ajuda de transeuntes a sua máquina foi levada ao alto de uma torre numa colina perto de Étampes, e quando pediu que a soltassem, ela caiu ao chão; causando-lhe um ferimento no cotovelo... Toda descrição sobre o artefato se reduz a algo bem simples: ele construiu uma espécie de gôndola revestida de penas, com uma cobertura também coberta de penas, além de remos também recobertos de penas, tudo isso para se manter em voo. O milagre não foi realizado ainda, mas ele pode tentar novamente e conseguir, e a fé do cônego se mantém, apesar da sua queda..."